# Madaillan

Madaillan este o comună în departamentul Lot-et-Garonne din sud-vestul Franței. În 2009 avea o populație de 614 de locuitori.

## Evoluția populației
| An        | 1975 | 1982 | 1990 | 1999 | 2006 | 2009 |
| --------- | ---- | ---- | ---- | ---- | ---- | ---- |
| Populație | 469  | 465  | 489  | 502  | 566  | 614  |